# Nederlands landskampioenschap 1898-1899
Al campionato parteciparono dodici squadre e il RAP Amsterdam vinse il titolo.

## Est
|   | Club                | G | V | N | P | GF | GS | Punti | DR  |                                          |
| - | ------------------- | - | - | - | - | -- | -- | ----- | --- | ---------------------------------------- |
| 1 | Vitesse             | 8 | 5 | 3 | 0 | 32 | 12 | 13    | +20 | Qualificata alla finale per il titolo.   |
| 2 | Go Ahead Wageningen | 8 | 5 | 1 | 2 | 28 | 8  | 11    | +20 |                                          |
| 3 | Quick Nijmegen      | 8 | 2 | 3 | 3 | 15 | 15 | 7     | 0   |                                          |
| 4 | Koninklijke UD      | 8 | 1 | 3 | 4 | 8  | 16 | 5     | -8  | Non partecipante la stagione successiva. |
| 5 | PW                  | 8 | 1 | 2 | 5 | 8  | 40 | 4     | -32 |                                          |

G = Partite giocate; V = Vittorie; N = Nulle/Pareggi; P = Perse; GF = Goal fatti; GS = Goal subiti; DR = Differenza reti, PT = Punti

## Ovest
|   | Club                | G  | V  | N | P | GF | GS | Punti | DR  |                                          |
| - | ------------------- | -- | -- | - | - | -- | -- | ----- | --- | ---------------------------------------- |
| 1 | RAP Amsterdam       | 12 | 10 | 2 | 0 | 37 | 15 | 22    | 22  | Qualificata alla finale per il titolo.   |
| 2 | HVV Den Haag        | 12 | 6  | 2 | 4 | 23 | 15 | 14    | +1  |                                          |
| 3 | HFC Haarlem         | 12 | 5  | 3 | 4 | 29 | 23 | 13    | +10 |                                          |
| 4 | HBS Craeyenhout     | 12 | 5  | 2 | 5 | 21 | 15 | 12    | +6  |                                          |
| 5 | Sparta Rotterdam    | 12 | 5  | 0 | 7 | 18 | 28 | 10    | -10 |                                          |
| 6 | Koninklijke HFC     | 12 | 3  | 1 | 8 | 13 | 33 | 7     | -20 |                                          |
| 7 | Rapiditas Rotterdam | 12 | 3  | 0 | 9 | 17 | 29 | 6     | -12 | Non partecipante la stagione successiva. |

G = Partite giocate; V = Vittorie; N = Nulle/Pareggi; P = Perse; GF = Goal fatti; GS = Goal subiti; DR = Differenza reti, PT = Punti

## Finale per il titolo
| Squadra 1     | Totale | Squadra 2 | Andata | Ritorno |
| ------------- | ------ | --------- | ------ | ------- |
| RAP Amsterdam | 5-3    | Vitesse   | 3-2    | 2-1     |

Il RAP Amsterdam vince il titolo.